# Gergely Czuczor

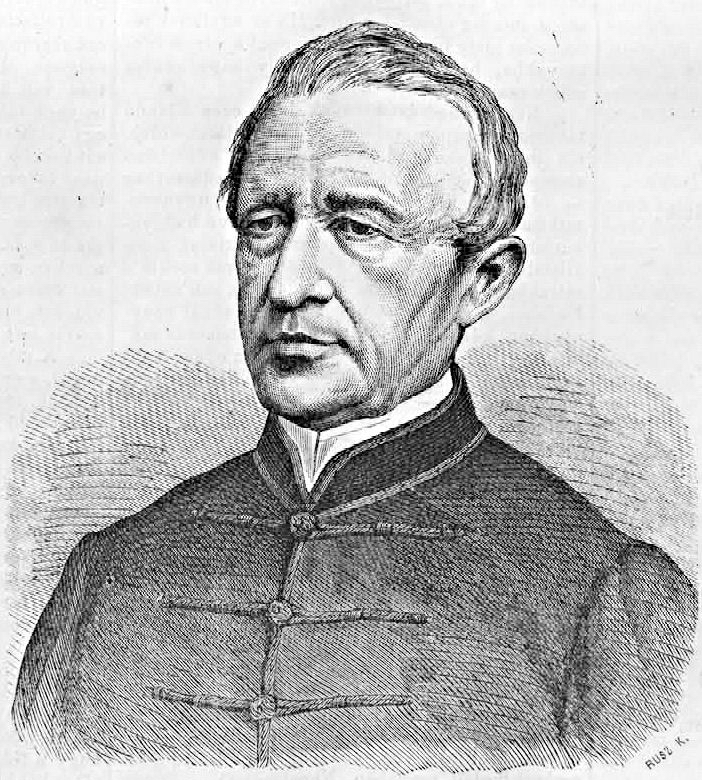
Gergely Czuczor.

Gergely Czuczor, född 17 december 1800 i Andód, död 9 september 1866 i Pest, var en ungersk poet och ordboksförfattare.
Czuczor inträdde 1817 i benediktinorden, prästvigdes 1824 och var under de närmast följande åren huvudsakligen gymnasielärare i Győr. Han blev biträdande sekreterare och arkivarie i ungerska vetenskapsakademin 1835, samt 1836 ordinarie ledamot. Czuczor gjorde sig tidigt ett namn som poet. Beskylld för att i sin diktning och leverne ha röjt ett alltför världsligt sinnelag blev han dock av sin ordenschef tvångsförflyttad från Budapest, där han 1835 bosatt sig, och hans skrifter belagda med censur. Tvångsåtgärderna upphörde först 1845, sedan akademin anförtrott utarbetandet av sin stora ordbok över ungerska språket till honom. 
På grund av en vid revolutionsutbrottet 1848 offentliggjord krigsdikt blev han 1849 dömd till se års fästning. År 1851 blev han dock benådad och upptog tillsammans med János Fogarasi arbetet på ordboken. Detta verk, som slutfördes av Fogarasi 1874, är en utmärkt källa till det ungerska språket. Deras etymologiska undersökningar var dock även för samtiden av låg klass. Inom den ungerska litteraturen intar Czuczor en viktig plats. Bland hans många på hexameter skrivna episka dikter märks särskilt Az Augsburgi ütkönzet (Slaget vid Augsburg) och det romantiska hjältekvädet Botond. Genom sina lyriska dikter med motiv från ungersk folktro var han en föregångare till Sándor Petőfi.